# Bojong Gede
Bojong Gede est une ville d’Indonésie située dans le kabupaten de Bogor.

## Démographie
En 2023 sa population était de 266 481 habitants.

## Administration
Le district est divisé en 8 desa (villages) et 1 kelurahan (communes) :
Kelurahan (communes)
- Pabuaran

Desa (villages)
- Bojong Baru
- Bojonggede
- Cimanggis
- Kedung Waringin
- Ragajaya
- Rawa Panjang
- Susukan
- Waringin Jaya

## Transports
Ce district est desservi par la gare de Bojong Gede et la gare de Citayam (située à Depok, près de kelurahan de Pabuaran).